# Alcampo
Alcampo è una società spagnola operante nella grande distribuzione organizzata con supermercati e superstore, filiale del gruppo francese Auchan.

## Storia
Alcampo nacque come azienda nel 1979 e iniziò la sua attività in Spagna nel 1981 con l'apertura di un ipermercato a Utebo, Saragozza; rappresentando la prima esperienza di internazionalizzazione del Gruppo Auchan.
Nel 1996 acquisì tutti gli ipermercati Jumbo in Spagna, Portogallo e Francia. Nello stesso anno Sabeco Supermarkets entrò a far parte del gruppo Auchan.
Nel 2016 Auchan Retail Spain fu costituita per raggruppare gli ipermercati Alcampo e i supermercati Simply Market (nome commerciale di Sabeco Supermarkets) del gruppo in Spagna.

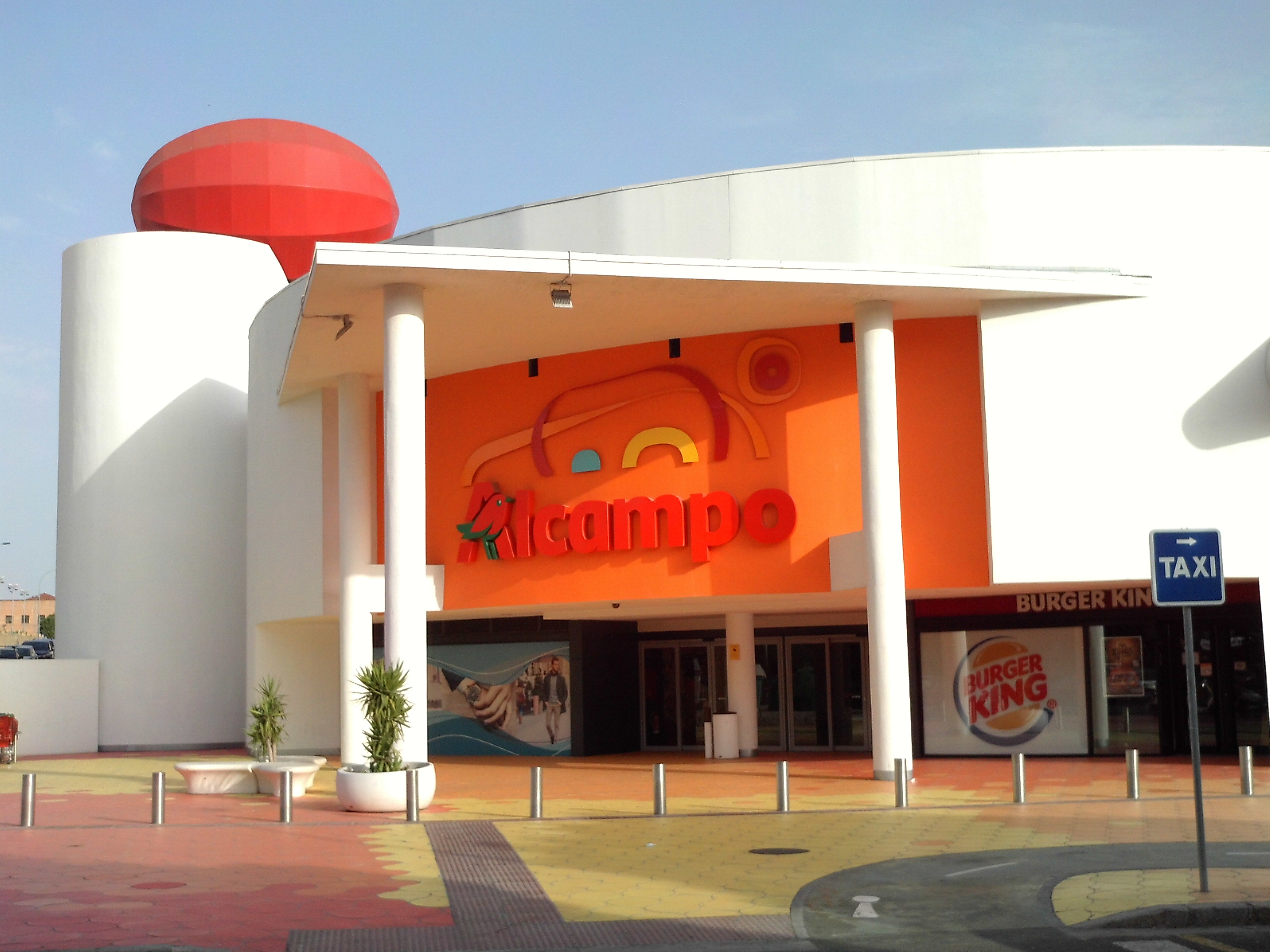
Alcampo a Siviglia

Nel 2017 iniziarono ad aprire i supermercati all'insegna di Alcampo, un marchio che fino ad allora era stato utilizzato solo negli ipermercati. A tal fine furono rinominati i negozi che in precedenza operavano con il marchio Simply (appartenenti a Sabeco Supermarkets) oppure vennero aperti direttamente nuovi esercizi con il marchio Alcampo.
Nel 2018 acquisì hipermercado E.Leclerc de Fuenlabrada.
Nel 2020 Auchan Retail Spain assorbì dalla propria controllata, Alcampo, diventando la società madre del gruppo in Spagna.
Ad aprile 2021 Alcampo, S.A. assorbì Supermercati Sabeco, S.A.U.
Ad agosto 2022 fu annunciato un accordo con Dia per l'acquisto di 235 supermercati di medie dimensioni in otto comunità autonome per un prezzo massimo di 267 milioni di euro. L'operazione prevedeva anche il trasferimento di due magazzini logistici a Villanubla, Valladolid. La transazione dovrebbe essere completata a metà del 2023.

## Identità aziendale
Al 31 dicembre 2020 contava 62 ipermercati e 248 supermercati (135 dei quali in franchising), oltre a 53 distributori di benzina e una forza lavoro di oltre 20.000 persone. L'azienda comprende:
- Alcampo: ipermercato normalmente situato nelle periferie delle città con il più vasto assortimento.
- Alcampo Supermercado: supermercato urbano con un vasto assortimento tra cui scegliere.
- Mi Alcampo: supermercato urbano di ultraprossimità.